# Объект гражданской обороны на Тверской площади
Бу́нкер шта́ба Гражда́нской оборо́ны — один из ключевых специальных подземных объектов системы Гражданской обороны Москвы. Бункер расположен в районе Тверской площади с использованием элементов проекта нереализованной станции метро «Советская». Согласно исследованиям Дмитрия Юркова это объект №84 – Командный пункт для городского штаба Местной противовоздушной обороны (КП МПВО города Москвы, впоследствии — Гражданской обороны) был построен на краю Советской (Тверской) площади в самом начале 1940-х годов.

## Станция «Советская»
Станция «Советская» была в первоначальном проекте второй очереди Московского метрополитена. Должна была располагаться на Замоскворецкой линии между станциями «Театральная» и «Маяковская». Но уже в 1934 году эта станция была исключена из проекта Горьковского радиуса, а строившиеся тоннели в этом месте получили совершенно отличный от станционной площадки профиль — уклон в 23 тысячных, а в центре Москвы между станциями метро образовался необоснованно длинный перегон. Причиной отмены проекта стала сложная гидрологическая обстановка, делавшая невозможным подвод подъездных тоннелей к станции в срок к сдаче линии. Длинный перегон между «Театральной» и «Маяковской» был ликвидирован в 1979 году строительством станции «Горьковская» (с 1990 переименована в «Тверскую»). Строительство «Горьковской» также было сопряжено с трудностями из-за неблагоприятной гидрологии. Некоторыми исследователями подземных сооружений Москвы утверждается, что бункер штаба Гражданской обороны Москвы строился с использованием элементов первоначального проекта станции «Советская» Однако пресс-секретарь Мосметростроя утверждает, что:

На Тверской площади располагалась шахта № 71 для проходки перегонных тоннелей. Потом там из этой шахты построили спецобъект — Бункер штаба Гражданской обороны Москвы, но к станции «Советская» он не имеет никакого отношения.— Александр Попов. Неэксплуатируемый тоннель, заделы под станции и следы «Советской»